# Provinz Punilla
Die Provinz Punilla (spanisch Provincia de Punilla) ist eine Provinz in der chilenischen Región de Ñuble. Die Hauptstadt ist San Carlos. Beim Zensus 2017 lag die Einwohnerzahl bei 106.968 Personen.

## Geschichte
Die Provinz Punilla wurde 2018 geschaffen als die Región de Ñuble aus Teilen der Región del Bío-Bío geschaffen wurde. Ñuble war davor eine Provinz von Bío-Bío. 

## Gemeinden
Die Provinz Punilla gliedert sich in fünf Gemeinden:
- San Carlos
- San Nicolás
- San Fabián
- Coihueco
- Ñiquén